# Le Calife de Bagdad

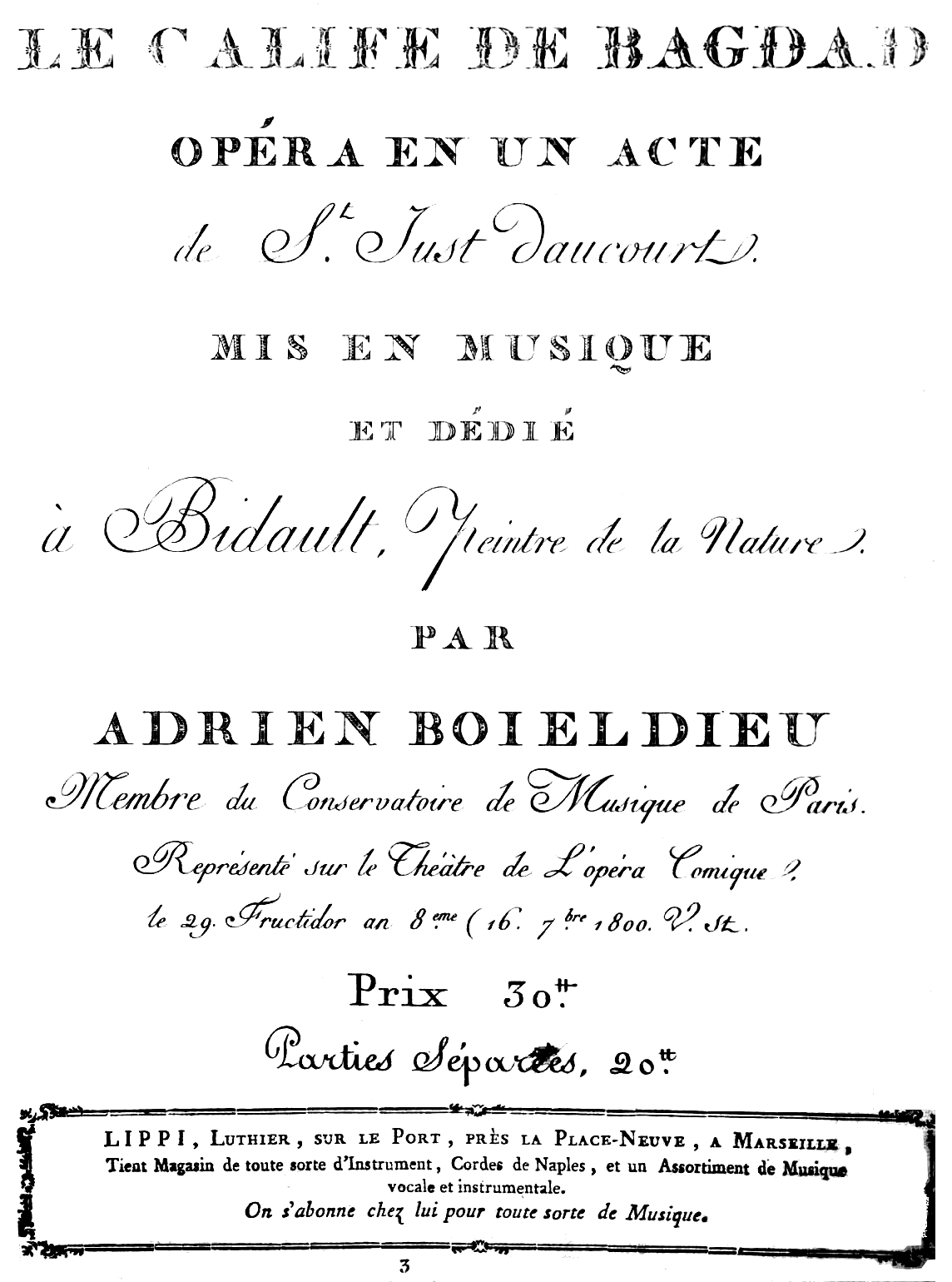
Page de titre de l'opéra "Le calife de Bagdad"

Le Calife de Bagdad est un opéra comique en un acte de  François-Adrien Boieldieu sur un livret de Claude de Saint-Just. Dédié à un peintre paysagiste Jean-Joseph-Xavier Bidauld. La première eut lieu à l'Opéra-Comique le 16 septembre 1800 et sa popularité gagna bientôt toute l'Europe. Ce fut le premier grand triomphe de Boieldieu. Toutefois, on rapporte que l'un des spectateurs, Luigi Cherubini, aurait dit à Boieldieu, « N'avez-vous pas honte d'un tel succès, et si peu mérité ? » Boieldieu aurait demandé aussitôt à Cherubini de lui donner des cours de composition.
Le Calife de Bagdad fut créé alors que les opéras sur des sujets orientaux étaient en vogue et la musique cherche à donner une couleur locale, en particulier l'ouverture qui accorde une grande place aux percussions « orientales ». L'aria de Késie, De tous pays, est un morceau de bravoure qui illustre les styles musicaux de plusieurs pays européens dont l'Espagne, l'Italie, l'Allemagne, l'Écosse et l'Angleterre. Le Calife de Bagdad aurait influencé Carl Maria von Weber, particulièrement ses opéras Abu Hassan et Oberon. 

## Rôles
| Distribution                      | Voix          | Première, 16 septembre 1800                              |
| --------------------------------- | ------------- | -------------------------------------------------------- |
| Isaoun le caliphe                 | ténor         | Jean Elleviou                                            |
| Zétulbé une jeune femme de Bagdad | soprano       | Alexandrine-Marie-Agathe Gavaudan-Ducamel (Mme Gavaudan) |
| Késie son amie                    | soprano       | Philis                                                   |
| Lémaïde mère de Zétulbé           | mezzo-soprano | Louise Dugazon                                           |
| Un juge                           | ténor         |                                                          |

## Synopsis
Isaoun, le calife de Bagdad, s'est déguisé pour pouvoir parcourir les rues de la ville librement, sous le pseudonyme de Il Bondocani. Deux mois avant le début de l'action, il a arraché Zétulbé à une bande de brigands et Zétulbé est tombée amoureuse de lui. Mais la mère de Zétulbé, Lémaïde, n'est guère convaincue par son aspect miteux, et refuse de le laisser épouser sa fille. Elle n'en revient pas quand Il Bondocani donne l'ordre d'apporter des cadeaux, y compris un coffret de bijoux. Prenant Il Bondocani pour un brigand, la voisine de Lémaïde a dénoncé celui-ci à la police qui s'efforce alors de fracturer la porte. Après bien d'autres rebondissements, Isaoun finit par révéler sa vraie identité à Zétulbé et ils peuvent alors se marier.  

## Enregistrements
- Le calife de Bagdad avec Christiane Eda-Pierre, Jean Giraudeau, Jeanine Collard, chœurs et orchestre de l'ORTF dirigés par Louis Fourestier (ORTF 1963)
- Le Calife de Bagdad avec Laurence Dale, Lydia Mayo, Joelle Michelini, Claudine Cheriez, chœur et orchestre de la Camerata de Provence, dirigés par Antonio de Almeida (Sonpact, 1993)
- L'ouverture est souvent donnée en concert et a été maintes fois enregistrée.

## Sources
- (en) Cet article est partiellement ou en totalité issu de l’article de Wikipédia en anglais intitulé « Le calife de Bagdad » (voir la liste des auteurs).
- Holden, Amanda (Ed.), The New Penguin Opera Guide, New York: Penguin Putnam, 2001.  (ISBN 0-140-29312-4)
- (it) Del Teatro
- (it) Amadeus Online